# Wer wir waren
Wer wir waren ist ein Dokumentarfilm von Marc Bauder. Darin äußern sich sechs Wissenschaftler verschiedenster Fachrichtungen zum Fortbestand der Menschheit und des Planeten Erde und unserer Gesellschaft in der Zukunft. Der Film kam am 8. Juli 2021 in die deutschen Kinos.

## Inhalt
Verschiedene Wissenschaftler beziehen im Film Stellung zu den wirklich großen Problemen der Menschheit, allen voran der Frage nach dem Fortbestand unseres Planeten. Der Astronaut Alexander Gerst liefert atemberaubende Bilder der Erde vom Weltraum aus, die Meeresbiologin Sylvia Earle Aufnahmen von den äußersten Punkten unserer Biosphäre. Der Wirtschaftswissenschaftler Dennis Snower und der buddhistische Mönch Matthieu Ricard verbinden Aktivismus mit wissenschaftlicher und spiritueller Weltergründung. Der Sozialwissenschaftler Felwine Sarr und die Roboterethikerin und Feministin Janina Loh begeben sich in völlig andere Bereiche, um nach Antworten auf die wichtigsten Fragen zu suchen.
Als der Film beginnt, zitiert Erzähler Manfred Zapatka aus Roger Willemsens titelgebendem Buch Wer wir waren: „Wir waren jene, die wussten, aber nicht verstanden, voller Informationen, aber ohne Erkenntnis, randvoll mit Wissen, aber mager an Erfahrung.“

„Es gibt unglaublich viele und ungeheuerliche Dinge, und das Ungeheuerlichste davon ist der Mensch. [...] Stellen wir uns eine Gesellschaft in der Zukunft vor: Was wird sie über uns denken? Ich würde hoffen, dass diese zukünftige Gesellschaft auf uns zurückblickt und feststellt, dass wir es immerhin versucht haben.“

Die kritische Posthumanistin und Technologiephilosophin Janina Loh ist nach Fukushima gereist, das nach der Nuklearkatastrophe von Menschen verlassen ist. Sie läuft durch die ihrem Verfall überlassene Stadt und besucht eine Schule, in der man einfach alles stehen und liegen gelassen zu haben scheint. Bei einem Spaziergang am Strand dieses postapokalyptisch wirkenden Ortes erklärt sie, dass es unglaublich viele und ungeheuerliche Dinge gäbe, das Ungeheuerlichste davon sei jedoch der Mensch. Ungeheuerlich sei in diesem Zusammenhang auf zwei Arten zu verstehen. Erstens im positiven Sinne, weil er unglaublich viel schaffen kann, über sich selbst hinaustreten kann und auch Gutes für andere Menschen und für den Planeten tun kann. Zum zweiten aber auch im wahnsinnigen Sinne, im selbstzerstörerischen Sinne und in einer Unverantwortlichkeit die Loh wütend macht. Sie stellt sich die Frage, wie häufig solcher Unglücke passieren müssen, bis selbst der Letzte begreift, dass so etwas nicht geht.

„We need leaders for moving the world in the right direction, but we don’t have to wait to make a difference.“

Die US-amerikanische Ozeanografin und Umweltaktivistin Sylvia Earle erforscht seit nunmehr 65 Jahren die Ozeane, und noch immer ist sie unter Wasser unterwegs, diesmal mit einem Tauchboot, um Fischschwärme, Haie, Rochen und Delfine zu fotografieren. Sie findet es wichtig, dass die Menschen wissen, was im blauen Teil der Welt vor sich geht, nicht nur an deren Oberfläche.
Auch wenn sie die Erforschung des Universums durchaus für wichtig hält, fragt sie sich, warum man nicht genauso viele Ressourcen locker macht, um die Meere unserer Erde zu untersuchen. Es gäbe dort unten Todeszonen, verursacht durch das, was wir oben tun, dieses System halte uns jedoch am Leben. Earle berichtet von den Wundern des Lebens, besonders denen unter Wasser, so von Grönlandhaien, die 400 Jahre leben, oder von Fischschwärmen, die wie ein einziges Lebewesen agieren.

„Das ist was, was von hier oben wirklich verrückt scheint, dass wir diesen kleinen blauen Planeten haben. der einzige Ort im Universum wo wir Menschen leben können, und wir nichts Besseres zu tun haben, als zu zerstören. [...] Wenn wir unseren Planeten zerstören, dann ist es vorbei mit uns. Dann endet die Geschichte der Menschheit.“

Der deutsche Astronaut Alexander Gerst befindet sich an Bord der Internationalen Raumstation ISS. Er wirft einen Blick auf die Erde, auf die Wolken in unterschiedlichsten Formen, die über sie hinwegziehen. Länder ohne Grenzen, die man von dort oben aus sehen könnte, doch die Kriege sehe man trotzdem. Auch den Amazonas-Regenwald kann man von dort oben gut erkennen, die grüne Lunge unseres Planeten, aber auch ein Krebsgeschwür, Areale, in denen sich durch Brandrodungen keine Bäume mehr finden und die sich durch ihn ziehen, die man von dort oben erkennen kann.
Er bemerkt, dass die Erde der einzige Ort im Universum ist, an dem die Menschen leben können, und wir nichts Besseres zu tun haben, als zu zerstören, wenn wir Schadstoffe in die Luft blasen, Wälder abholzen und Müll im Meer verklappen.

„Wir leben heute in einer Welt, wo man auch nicht weiterkommt ohne Mitgefühl. Warum wird das nicht gelehrt? [...] Jeder muss Interesse haben, globale Probleme zu lösen, insofern man nicht komplett realitätsfremd ist.“

Der Ökonom und Präsident der Global Solutions Initiative Dennis Snower warnt bei einer Konferenz, die Länder der Welt müssten zusammenarbeiten und kooperieren, ansonsten würde man ernste Probleme wie den Terrorismus, Pandemien oder die Preise für Nahrungsmittel nicht in den Griff bekommen. Zu kooperieren sei eine Fähigkeit, die uns Menschen zu so einer erfolgreichen Spezies gemacht habe. Auch komme man in dieser Welt ohne Mitgefühl nicht weiter, erklärt Snower später und bedankt sich bei der deutschen Bundeskanzlerin Angela Merkel, die gemeinsam mit ihrer Umweltministerin Svenja Schulze die Konferenz besucht, für den von ihr vorangetriebenen Multilateralismus.
Globale Probleme könnten nur global gelöst werden und daran müssten alle Interesse haben, so Snower, und er widerspricht auch einer Aussage von Milton Friedman, dass Nutzenmaximierung die Aufgabe sei, an der sich Ökonomen immer orientierten.

„Real freedom is to take the hand, rick the sails and navigate where you want to go.“

Snower besucht den buddhistischen Mönch Matthieu Ricard in Nepal. Sie sprechen über die neusten Ergebnisse der Hirnforschung, und Ricard erklärt, der Mensch könne immer Neues lernen, hierfür sei es nie zu spät. Sie sprechen über Hedonisten und Altruisten und fragen sich, über wen man nach dessen Tod länger reden wird.

## Produktion

### Stab und Besetzung
Regie führte Marc Bauder, der auch das Drehbuch schrieb. Die Filmmusik komponierten Thomas Kürstner und Sebastian Vogel. Bauder wollte für seinen Film verschiedene Perspektiven unterschiedlichster Wissenschaftler zusammengetragen, die sich bereits seit Langem mit der Gegenwart und Zukunft der Welt auseinandersetzen. So könne gezeigt werden, welche unterschiedlichen Möglichkeiten es gibt, an verschiedenen Punkten anzudocken und sich einzubringen. „Das ist ein sehr wichtiges Element, was bei Roger Willemsen anklang und was wir in dem Film jetzt versuchen weiterzutragen“, so Bauder. Er versteht Wer wir waren als eine Weiterführung von Gedanken, die der 2016 verstorbene Publizist formuliert hat und die jetzt in die Gegenwart und die Zukunft getragen würden, als „eine Art Staffelstabübergabe“.
Ein von Willemsen begonnenes Buch, das Bauder inspirierte und ebenfalls den Titel Wer wir waren tragen sollte, wurde allerdings nicht fertiggestellt. Als Willemsen von einer lebensbedrohlichen Erkrankung erfuhr, stellte er die Arbeit an dem geplanten Werk ein. Kerngedanken hieraus präsentierte der Fernsehmacher, Publizist und Weltbürger jedoch noch vor seinem Tod im Sommer 2015 bei seinem letzten öffentlichen Auftritt in seiner sogenannten „Zukunftsrede“, an der sich der Film orientiert und aus der er zentrale Gedanken und Zitate aufgreift.
Die US-amerikanische Ozeanologin Sylvia Earle setzt sich seit Jahrzehnten für den Schutz der Meere ein. Sie wurde 1998 im Time Magazin als erste „Heldin des Planeten“ bezeichnet und wirkte bereits an einer Reihe von Dokumentarfilmen mit. Sie wird von ihren Kolleginnen und Kollegen oft „Her Deepness“ genannt.
Der deutsche Geophysiker, Vulkanologe und Astronaut Alexander Gerst ist seit 2009 Mitglied des ESA-Astronautenkorps. Am 28. Mai 2014 flog er an Bord einer russischen Sojus-Rakete zum ersten Mal zur Internationalen Raumstation ISS.
Der buddhistische Mönch Matthieu Ricard ist studierter Molekularbiologe mit Abschluss in Zellulargenetik und Promotion bei dem Nobelpreisträger Francois Jacob am Institut Pasteur.
Der Wirtschaftswissenschaftler Dennis Snower ist Präsident der Global Solutions Initiative und Professor für Makroökonomie und Nachhaltigkeit an der Hertie School of Governance.

### Begleitbuch zum Film
Im April 2021 wurde im Dorling Kindersley Verlag ein Begleitbuch zum Film veröffentlicht, in dem diese sechs Wissenschaftler zu Wort kommen. Lars Abromeit, der neben Bauder Herausgeber ist und auch als Berater der Filmproduktion fungierte, hatte den Regisseur 2018 in Kasachstan kennengelernt, beim Start des Astronauten Alexander Gerst zur Raumstation ISS. Zu dieser Zeit hatte Bauder gerade angefangen, die ersten Szenen für seinen Dokumentarfilm zu drehen, während er für GEO über die Weltall-Mission berichten wollte. Beim Austausch über das „Wer-wir-waren“-Projekt seien sie sich schnell einig gewesen, dass dieser Film eigentlich durch ein Buch ergänzt werden müsste, um den komplexen Ideen und Hintergründen der Protagonisten gerecht zu werden.

### Marketing und Veröffentlichung
Ein erster Trailer wurde im Februar 2021 vorgestellt. Eine erste Vorstellung des Films erfolgte Anfang März 2021 beim European Film Market im Vorfeld der Internationalen Filmfestspiele Berlin. Der X Verleih hatte geplant, den Film am 22. April 2021, dem Earth Day, in die deutschen Kinos zu bringen. Aufgrund des anhaltenden Lockdowns im Zuge der Coronavirus-Pandemie wurde der Kinostart jedoch auf den 8. Juli 2021 verschoben. Am 22. Juli 2021 kam er in die Schweizer Kinos. Anfang April 2022 wurde er als Abschlussfilm des Vilnius International Film Festivals gezeigt. Wer wir waren wurde im Jahr 2023 zudem im Rahmen der SchulKinoWochen vorgestellt, so im März 2023 in Brandenburg und Bayern. Neben der Länge von 114 Minuten für das Kino gibt es den Film auch in einer 90 Minuten längeren Version für das Fernsehen.

## Rezeption

### Kritiken

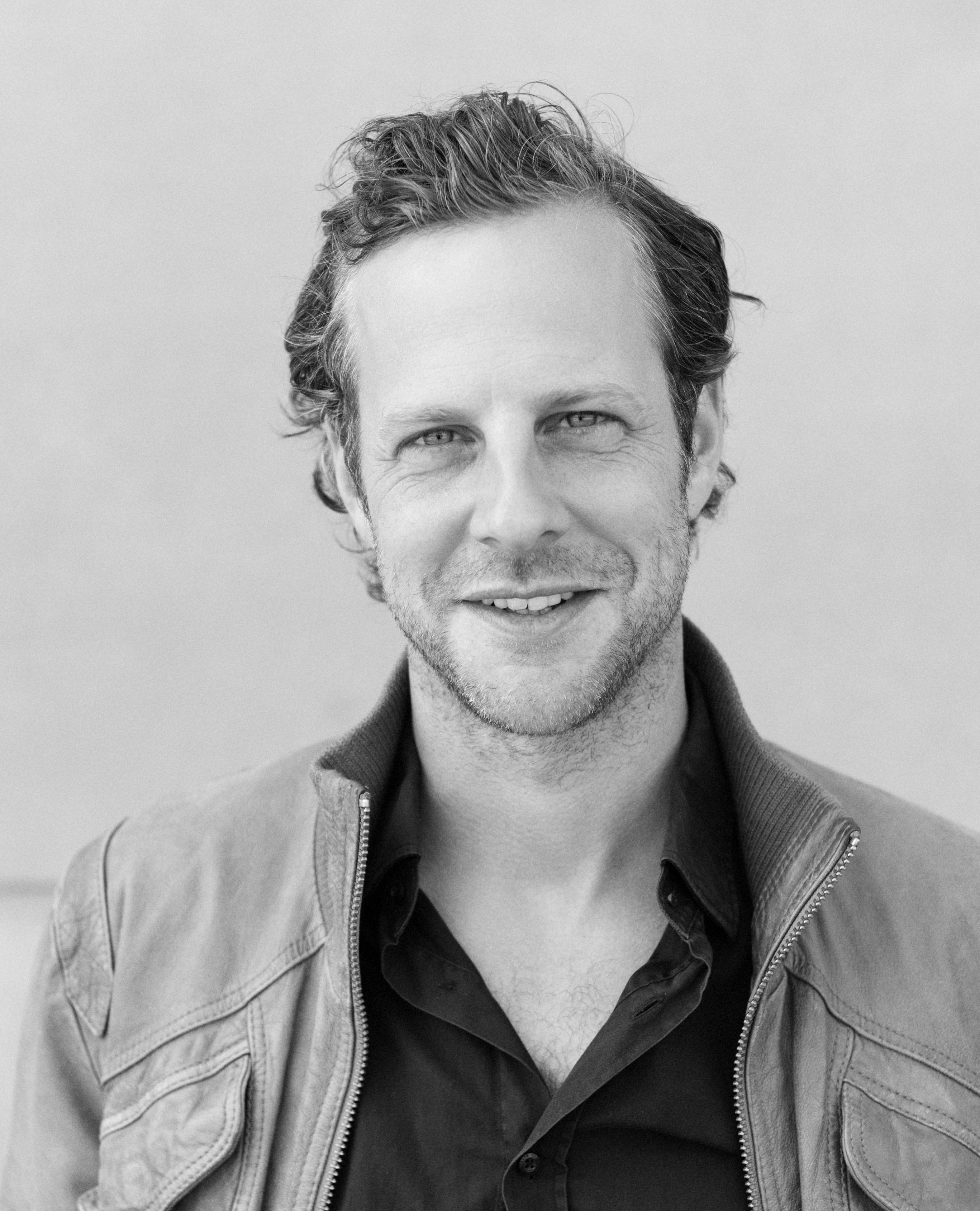
Filmregisseur Marc Bauder

Michael Meyns beschreibt Wer wir waren in seiner Funktion als Filmkorrespondent der Gilde deutscher Filmkunsttheater als eine Ideensammlung, die zum Nachdenken und Innehalten anregen soll, dass wir noch die Möglichkeit haben, die Dinge zu ändern und darauf Einfluss zu nehmen, wie zukünftige Generation unsere Zeit betrachten werden. Vielleicht helfe Marc Bauders Film, die Dinge ein klein wenig in die notwendige Richtung zu bewegen.
Katharina Ziegler vom Jugendmagazin Spiesser schreibt in ihrer Kritik, Wer wir waren beeindrucke durch großartige Szenen aus dem Weltall oder aus den Tiefen der Meere: "Marc Bauder wechselt bewusst zwischen wunderschönen faszinierenden Aufnahmen der Natur und solchen Bildern, auf denen die durch den Menschen angerichtete Zerstörung sichtbar wird. So wird dem Zuschauer zum einen die Schönheit der Erde präsentiert, aber andererseits gezeigt, zu welchen schrecklichen Taten der Mensch fähig ist." Das hinterlasse gemischte Gefühle, so Ziegler, und dem Zuschauer werde ganz gezielt gezeigt, um was es sich zu kämpfen lohnt, verbunden mit der klaren Botschaft: "Wir müssen etwas tun – und das schnell."
Von der Deutschen Film- und Medienbewertung wurde Wer wir waren mit dem Prädikat Besonders wertvoll versehen. In der Begründung heißt es, der fließend assoziative Schnitt und die atmosphärisch reiche Filmmusik würden dem Film eine Ruhe geben, durch die er nie überladen wirkt, obwohl in ihm viel geredet wird. Oft würden die Protagonisten in Zwiegesprächen gezeigt, wodurch Marc Bauder auch stilistisch eine der Kernaussagen seines Films deutlich mache, dass nachhaltige positive Veränderungen nur über Austausch und Dialog möglich werden.

### Einsatz in Schule und Erwachsenenbildung
Auf der vom österreichischen Filmverleih Filmladen initiierten Website „Kino macht Schule“, die sich an Lehrerinnen und Lehrer richtet, die mit dem Medium Film im Unterricht vertiefend arbeiten wollen, werden Materialien und Bilder für Schulzwecke als Download angeboten. Das Institut für Kino und Filmkultur hat zudem Material für die Schule und die Erwachsenenbildung erarbeitet.

### Auszeichnungen
Edimotion – Festival für Filmschnitt und Montagekunst 2022
- Nominierung für den Bild-Kunst-Schnitt-Preis Dokumentarfilm (Stefan Stabenow)[26]

Festival des deutschen Films 2021
- Nominierung für den Rheingold-Publikumspreis[27]